# Жеребцово (Ивановская область)
Жеребцово — деревня в Вичугском районе Ивановской области. Входит в состав Сошниковского сельского поселения.

## География
Находится в северо-восточной части Ивановской области на расстоянии приблизительно 3 км на восток по прямой от районного центра города Вичуга.

## История
Деревня уже появилась на карте 1840 года. В 1872 году здесь (тогда Кинешемский уезд Костромской губернии) было учтено 15 дворов, в 1907 году — 27.

## Население
Постоянное население составляло 69 человек (1872 год), 95 (1897), 162 (1907), 7 в 2002 году (русские 100 %), 11 в 2010.